# كيو ام ال
كيو ام ال هي لغة لتصميم واجهات المستخدم الرسومية، مبنية على جافاسكريبت وهي لغة تعريفية.
كيو ام ال هي جزء من حزمة الواجهات الرسومية QtQuick تم تطويرها من طرف شركة نوكيا ضمن إطار عمل كيوت. كيو ام ال مستعملة خصوصا في مجال تطبيقات الهواتف الذكية.
يمكن استعمال كيو ام ال وحدها أو يمكن توسيعها بـ سي بلس بلس باستعمال إطار عمل كيوت.